# Barbacenia salmonea
Barbacenia salmonea är en enhjärtbladig växtart som beskrevs av Lyman Bradford Smith och Edward Solomon Ayensu. Barbacenia salmonea ingår i släktet Barbacenia och familjen Velloziaceae. Inga underarter finns listade.